# Francisco Álvarez de Nóvoa
Francisco Álvarez de Nóvoa y Ferrer, nacido en Granada el 11 de junio de 1873 y fallecido en Orense el 13 de junio de 1936, fue un periodista y escritor español.

## Trayectoria
Procedente de una familia de ascendencia gallega, llegó a Orense en 1892, donde comenzó una intensa actividad en los medios periodísticos colaborando en La Defensa de Galicia y El Noticiero.
En 1909 emigró a Lisboa donde abrió un estudio de fotografía que trasladó, en 1910, a Río de Janeiro, donde participó en la vida social y en la actividad periodística de la comunidad gallega. En Buenos Aires fundó con Fortunato Cruces La Voz de Galicia (1913) y en 1915 volvió a Orense e inició su segunda etapa periodística dirigiendo El Miño, La Voz Pública y El Diario de Orense.
A partir de 1925 abandonó la actividad relacionada con la literatura y con el periodismo debido al veto que le impuso la dictadura de Primo de Rivera al hacerle escoger entre su puesto de funcionario de la Diputación y la práctica periodística.
En 1906 fue elegido miembro correspondiente de la Real Academia Gallega.

## Obras
- Beira o Barbaña. Paisajes, 1894, relatos en gallego publicados en El Derecho.
- Recuerdo, 1895, monólogo teatral en castellano, con prólogo de Heraclio P. Placer.[1]
- Pé das Burgas,[2] 1896, Biblioteca Gallega, narrativa en gallego.
- La titiritera. Comedia dramática en tres actos, 1918.